# Deshumidificador

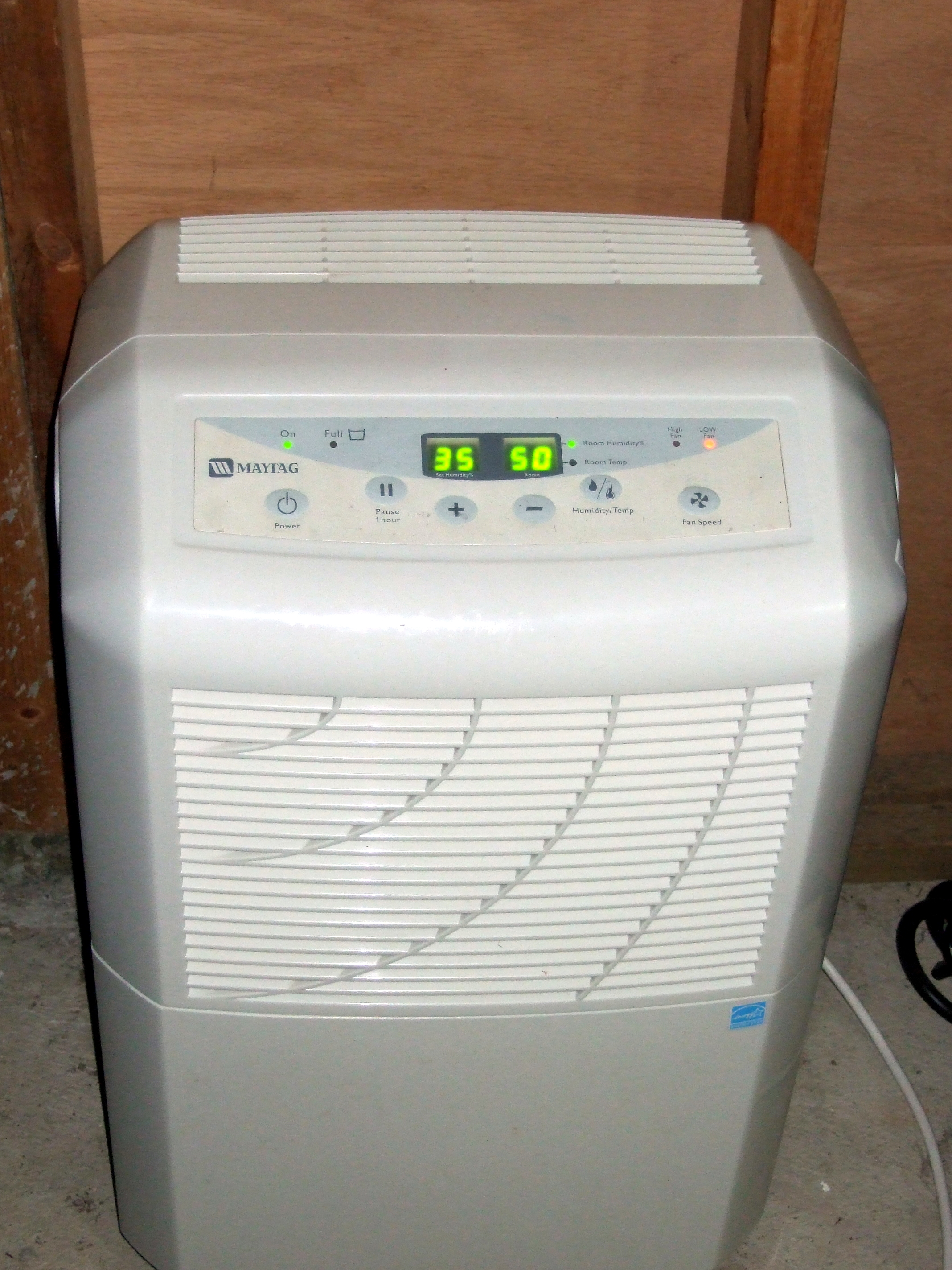
Un típic deshumidificador portàtil.

Un deshumidificador és un aparell que redueix la humitat ambiental. Consisteix en una bomba de calor per proporcionar una zona freda on condensar la humitat i una zona calenta per recuperar la temperatura ambiental. El seu funcionament consisteix a passar un corrent d'aire per l'evaporador (zona freda), el qual està a una temperatura per sota del punt de rosada, provocant que la humitat ambiental es condensi i degoti a un dipòsit o un desguàs. Després de ser assecat i refredat l'aire passa pel condensador (zona calenta), de manera que recupera la temperatura ambiental i disminueix encara més la seva humitat relativa. 
De vegades es pot produir gel a la zona freda. En alguns aparells, quan detecta que la temperatura a la zona freda baixa de 0 graus, es para la bomba de calor, però se segueix movent el ventilador fins que el gel es fongui.
Podria semblar que el procés no alteraria la temperatura ambiental, però sí que afecta pel fet que tota la potència elèctrica emprada per l'equip frigorífic (compressor+ventiladors) més la calor latent de vaporització de tota l'aigua condensada han de ser dissipades en l'ambient.
El deshumidificador s'usa per reduir i controlar la humitat de l'ambient, especialment a l'estiu. També s'usa en processos industrials amb aparells de gran potència.